# William Pepper
William Pepper (Filadelfia, 21 agosto 1843 – Pleasanton, 28 luglio 1898) è stato un medico statunitense, è stato un leader nella formazione medica nel XIX secolo ed a lungo rettore dell'Università della Pennsylvania.

## Biografia
Figlio di William Pepper, Sr. e Sarah Platt Pepper, sposò Frances Sergent Perry il 25 giugno 1873. Dal matrimonio nacquero quattro figli (William, Thomas, Benjamin e Oliver Pepper). Studiò alla University of Pennsylvania terminando il college nel 1862 e laureandosi in medicina nel 1864.
Nel 1868 Pepper divenne docente di anatomia all'Università della Pennsylvania School of Medicine e nel 1870 docente di medicina clinica. Dal 1876 al 1887 è stato professore di medicina clinica presso la Penn e nel 1887 succedette al dottor Alfred Still come professore di teoria e di pratica della medicina.
Pepper fondò il Philadelphia Medical Times e fu editore del giornale negli anni 1870-71. Venne eletto rettore dell'University of Pennsylvania nel 1881 posizione che mantenne fino al 1894. Per i suoi servizi di direttore medico all'United States Centennial Exhibition di Filadelfia del 1876, venne nominato Cavaliere dell'Ordine di Sant'Olav da re Oscar II di Svezia.
Fondò la prima biblioteca pubblica di Filadelfia, istituita nel 1891 con i fondi forniti dalla proprietà del suo defunto zio, che divenne la Free Library of Philadelphia, il sistema bibliotecario pubblico odierno della città.
Pepper fu noto accademicamente per il suo contributo alla teoria e pratica della medicina e per l'opera System of Medicine, che edita nel 1885-86, divenne uno dei testi fondamentali per lo studio della medicina negli Stati Uniti. Morì il 28 luglio 1898 e Pleasanton.
Una sua statua in bronzo dello scultore Karl Bitter si trova nella parte sud del College Hall all'University of Pennsylvania. Una copia di essa, posta alla base dello scalone principale della Central Library al 19 di Vine Streets nel centro di Filadelfia.

## Opere
Alcuni suoi articoli apparsi su riviste mediche:
- Trephining in Cerebral Disease (1871)
- Local Treatment in Pulmonary Cavities (1874)
- Catarrhal Irrigation (1881)
- Epilepsy (1883)
- Higher Medical Education: the True Interest of the Public and the Profession.

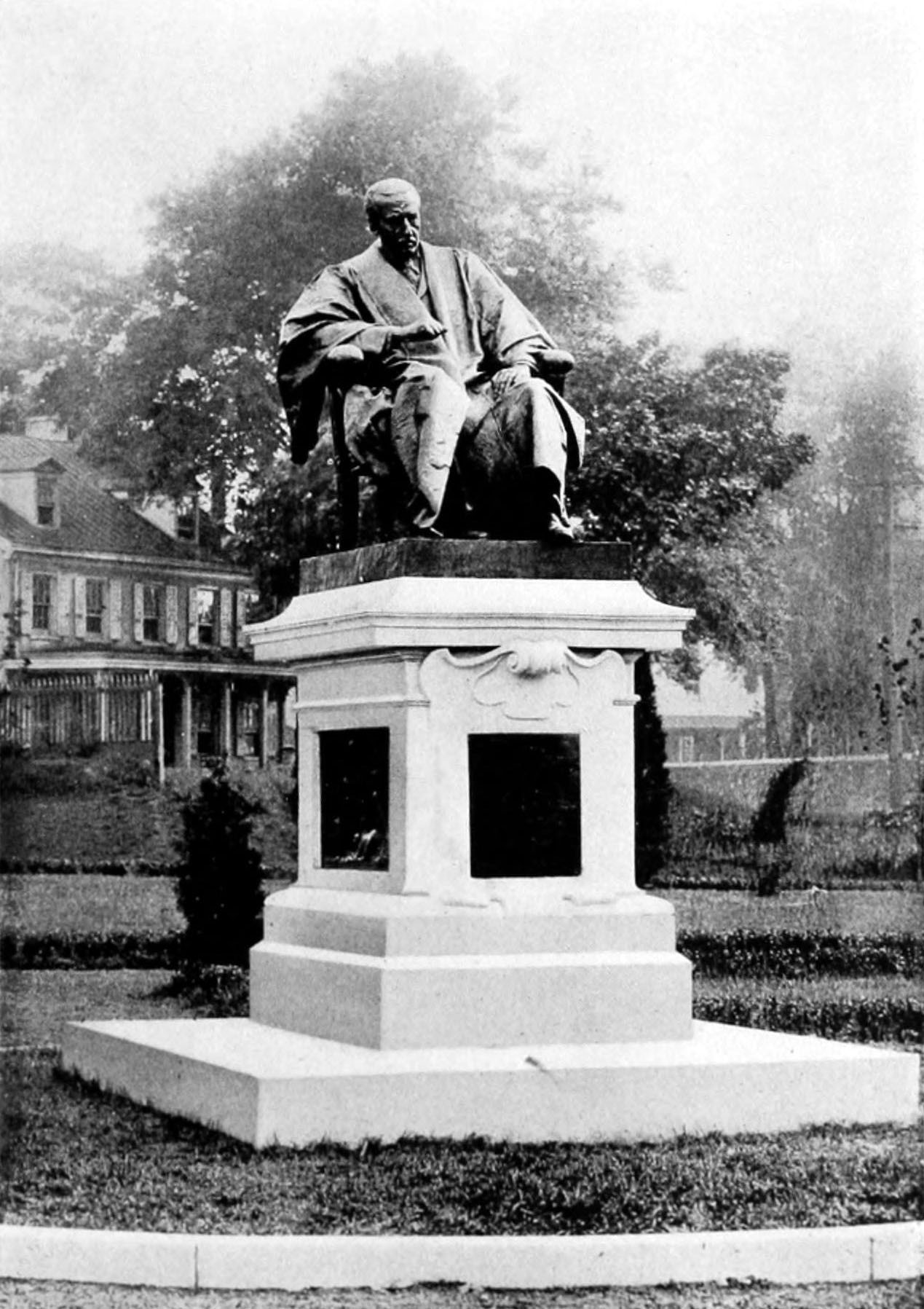
Dr. William Pepper di Karl Bitter (1896), University of Pennsylvania.
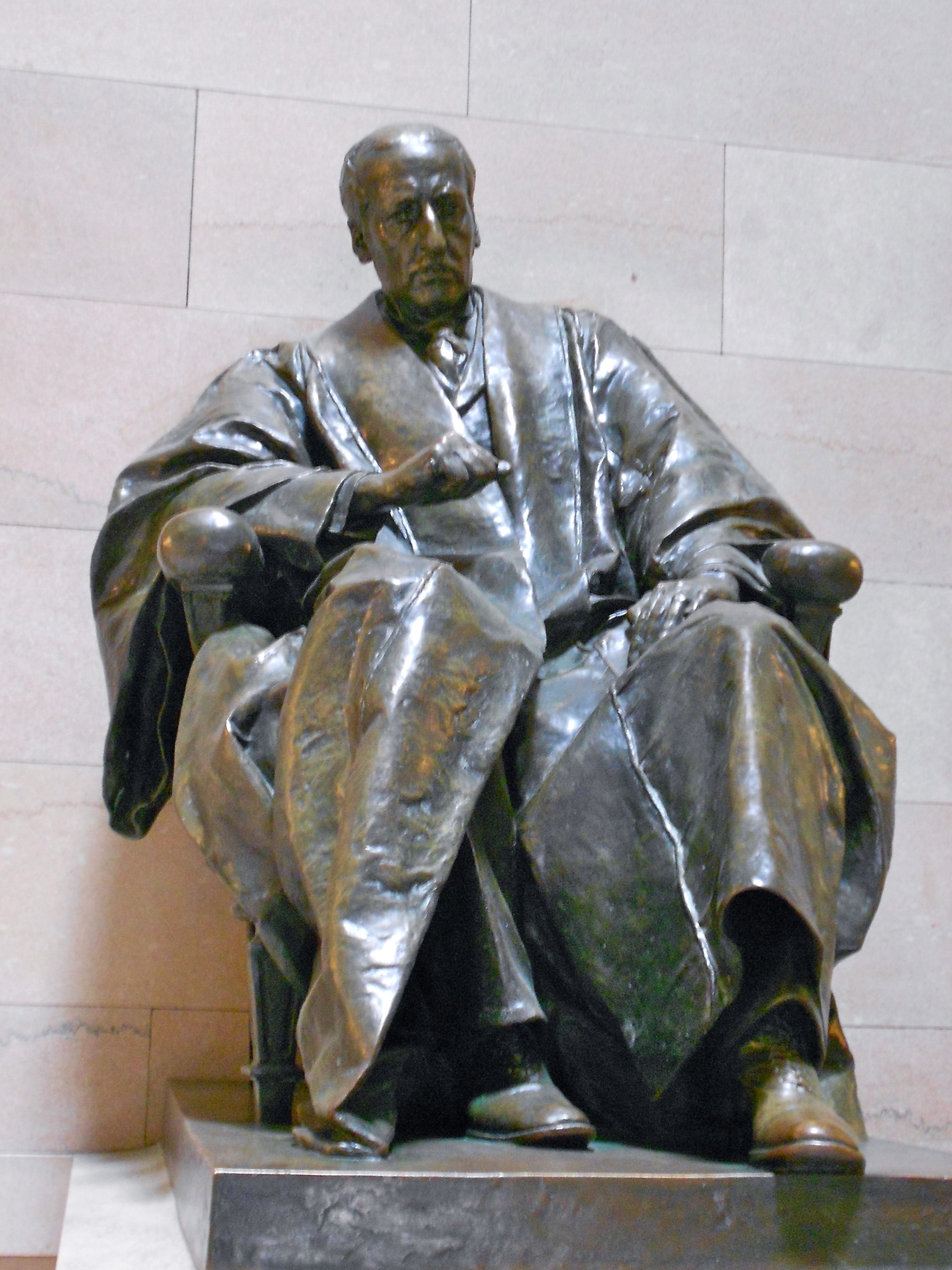
Dr. William Pepper di Karl Bitter (copia del 1899), Free Library of Philadelphia.